# 생물지리학

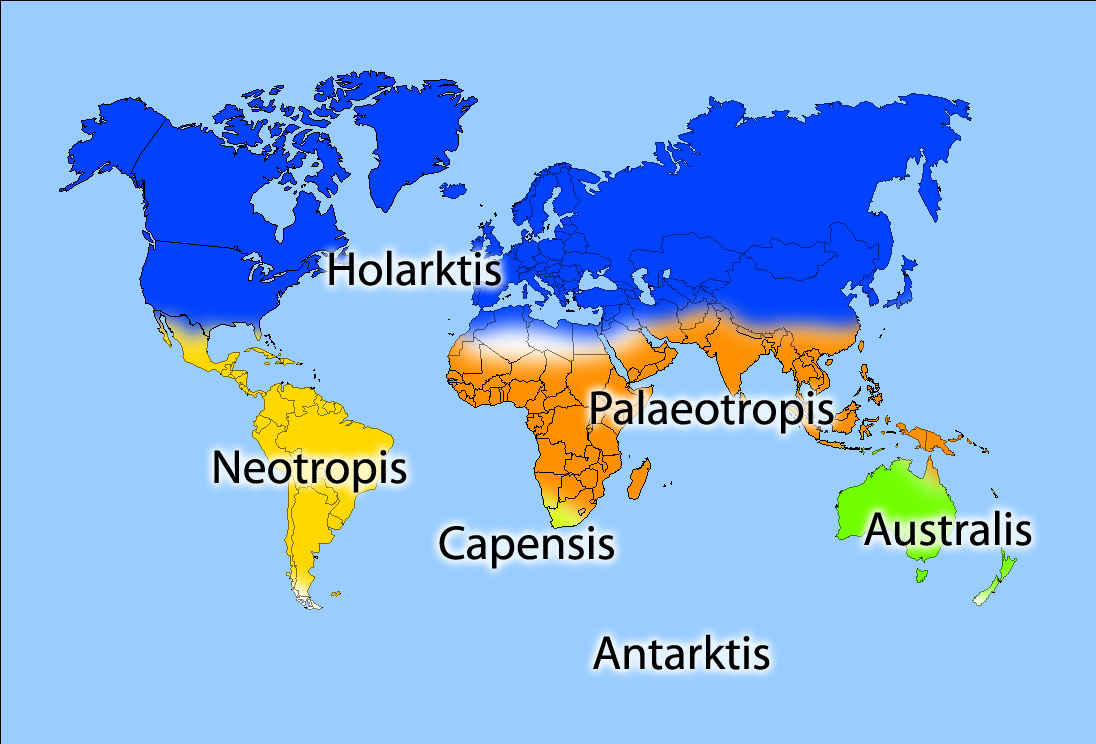

생물지리학(生物地理學, biogeography, biological geography)는 지구상의 생물 분포와 그와 관련된 것을 연구하는 자연과학의 한 부문이다. 지리학의 한 분야이자 자연지리학의 한 분야이다. 취급하는 대상에 따라 동물지리학과 식물지리학으로 나누기도 하지만 식물과 동물은 공진화나 먹고 먹히는 관계 등이 밀접한 종간 관계에 있어 분포의 상황이 유사한 경향이 있기 때문에 생물지리학으로서 일괄적으로 다루어지는 경우가 많다.
특정(혹은 지구 전체) 지역의 생태의 설명에 중점을 둔 생태지리학(生態地理學), 이러한 생태의 구분론·구분의 성립 과정을 설명하는 구계지리학(区系地理學), 그리고 판 구조론과 생물 분포의 변천의 관계를 설명하는 역사생물지리학으로 세분화되고 현재는 이 역사생물지리학이 주체적으로 고생물학과의 제휴를 구하고 있다. 이러한 분포 지역과 판의 움직임과의 연관성을 찾으려면 지질학이나 생물학 등 광범위한 분야의 관심도 필수적이다.

## 고생물지리학
고생물지리학은 한 단계 더 나아가 고지리학적 데이터와 판 구조론에 대한 고려 사항을 포함한다. 분자 분석을 사용하고 화석에 의해 확증된 바에 따르면, 앉은 새가 호주 지역이나 인접한 남극(당시 다소 북쪽에 위치했고 온대 기후를 가짐)에서 처음 진화했음을 입증할 수 있었다. 그곳에서 다른 곤드와나 대륙과 동남아시아(당시 분산 기원에 가장 가까운 로라시아의 일부)로 퍼져 나갔고, 후기 신생대에는 전 세계적으로 분포했다. 흩어졌을 당시 인도양은 오늘날보다 훨씬 좁았고 남미는 남극에 더 가까웠다는 사실을 배제할 경우 아프리카에 앉은 새들의 많은 "고대" 혈통의 존재를 설명하기 어렵다.
고생물지리학은 또한 대리 및 지구 분산과 같은 생물지리적 사건의 시기에 대한 가설을 제한하는 데 도움이 되며 지역 생물상 형성에 대한 고유한 정보를 제공한다. 예를 들어, 종 수준의 계통발생학적 및 생물지리학적 연구의 데이터는 아마존 어류 동물군이 수천만 년의 기간 동안 주로 동종계 종분화를 통해 축적되었다. 잘 알려진 일부 섬 동물군(갈라파고스 핀치새, 하와이 초파리, 아프리카 균열 호수 시클리드)과 달리 종이 풍부한 아마존 어류동물은 근래의 적응방산의 결과가 아니다.
담수 생물의 경우 경관은 자연적으로 유역에 의해 분리된 배수 유역으로 나뉘며, 간헐적으로 분리되고 침식 과정에 의해 재결합된다. 예외적으로 낮은(평평한) 지형 기복이 있는 아마존 분지(또는 더 일반적으로 그레이터 아마조니아, 아마존 분지, 오리노코 분지 및 기아나)와 같은 지역에서 많은 수로는 지질학적 시간에 걸쳐 고도로 그물 모양의 역사를 가지고 있다. 이러한 맥락에서 하천 포획은 담수 생물의 진화와 분포에 영향을 미치는 중요한 요소이다. 하천 포획은 하천 배수의 상류 부분이 인접한 유역의 하류 부분으로 전환될 때 발생한다. 이것은 구조적 융기(또는 침강), 산사태에 의해 생성된 자연적인 댐, 인접한 분지 사이 유역의 머리 방향 또는 측면 침식의 결과로 발생할 수 있다.

## 같이 보기
- 생물학
- 생태학
- 계통분류학
- 자연지리학
- 생물 군계